# E3 Harelbeke 1969
De E3 Harelbeke 1969 is de twaalfde editie van de wielerklassieker E3 Harelbeke en werd verreden op 22 maart 1969. Rik Van Looy kwam na 215 kilometer als winnaar over de streep. De gemiddelde uursnelheid van de winnaar was 39,94 km/u.

## Uitslag
| Rang | Naam                | Tijd   |
| ---- | ------------------- | ------ |
| 1    | Rik Van Looy        | 5u23'  |
| 2    | Jos Huysmans        | +25"   |
| 3    | Willy Vekemans      | z.t.   |
| 4    | Willy Monty         | z.t.   |
| 5    | Willy In 't Ven     | z.t.   |
| 6    | Jos van der Vleuten | z.t.   |
| 7    | Eddy Merckx         | +3'45" |
| 8    | Herman Vanspringel  | z.t.   |
| 9    | Barry Hoban         | z.t.   |
| 10   | André Dierickx      | z.t.   |